# 呂三才
呂三才（1541年—1598年），字子參，號位吾，山東青州府臨朐縣呂家廟人，軍籍，明朝政治人物。

## 生平
隆慶四年（1570年）庚午科山東鄉試第四十三名舉人，五年（1571年）聯捷辛未會試第一百九十五名，殿試二甲第五十二名進士。户部觀政，初任南京戶部江西司主事，丁憂歸。萬曆六年（1578年）复除户部，九年歷升员外郎、郎中，十一年升陝西西安府知府。十五年升山西按察司副使，管大同兵备，十八年官至山西布政使司右參政、分巡冀北道，二十年兼按察司僉事，二十二年致仕。擬起為左布政使，萬曆二十六年病卒。能詩文。

## 家族
曾祖呂恒；祖父呂現；父呂金，母閻氏。具慶下。兄呂三省，弟呂三聘、呂三樂、呂三策、呂三畏。